# Język suahili
Język suahili, także: swahili (kiswahili) – język z rodziny bantu używany w Afryce Środkowej i Wschodniej (Tanzania, Kenia, Demokratyczna Republika Konga, Uganda), gdzie pełni funkcję języka kontaktowego. Zapisywany zarówno alfabetem łacińskim (obecnie), jak i arabskim (dawniej). Składa się z około 20 dialektów (kiamu, kimwita, kingwana i inne). Najczęściej używanym (tzw. standard swahili) jest dialekt unguja wywodzący się z Zanzibaru. Językiem suahili jako ojczystym posługuje się około 800 tysięcy ludzi.
Nazwa „kiswahili” pochodzi od liczby mnogiej arabskiego słowa sāhil ساحل (wybrzeże), w liczbie mnogiej sawāhil سواحل, używanego jako przymiotnik określający mieszkańców wybrzeża oraz ich język (przedrostek ki- w języku suahili  służy do oznaczania języków).

## System fonologiczny
- Samogłoski

Standardowa forma suahili posiada pięć samogłosek:
- /a/  [a]
- /e/  [ɛ]
- /i/  [ɪ]
- /o/  [ɔ]
- /u/  [ʊ]

oraz trzy dyftongi:
- /ai/  [aɪ̯]
- /ei/  [ɛɪ̯]
- /au/  [aʊ̯]
- Spółgłoski

|                    | dwuwargowe | wargowo-zębowe | zębowe        | dziąsłowe   | zadziąsłowe | podniebienne | tylnojęzykowe |
| ------------------ | ---------- | -------------- | ------------- | ----------- | ----------- | ------------ | ------------- |
| zwarte             | p [p]      |                |               | t [t]       |             |              | k [k]         |
| zwarto-szczelinowe |            |                |               | c [tʃ]      |             | j [ɟ]        |               |
| szczelinowe        |            | f [f]          | th [θ] dh [ð] | s [s] z [z] | sh [ʃ]      |              | h [x] gh [ɣ]  |
| uderzeniowe (flap) |            |                |               | r [ɾ]       |             |              |               |
| nosowe             | m [m]      |                |               | n [n]       |             | ny [ɲ]       | ng' [ŋ]       |
| płynne             | w [w]      |                |               |             |             | y [j]        |               |
| boczne             |            |                |               |             |             | l [l]        |               |
| implozyjne         | b [ɓ]      |                | d [ɗ]         |             |             |              | g [ɠ]         |

Język suahili jest językiem tonicznym, w którym akcent zaznacza się nie siłą wymowy, lecz podniesionym tonem sylaby akcentowanej.

## Morfologia

### Rzeczowniki
Podobnie jak w innych językach bantu, rzeczowniki podzielone są na liczne klasy, a liczba mnoga traktowana jest jako osobna klasa:
| klasa | prefiks     | liczba pojedyncza. | tłumaczenie | klasa | liczba mnoga | tłumaczenie |
| ----- | ----------- | ------------------ | ----------- | ----- | ------------ | ----------- |
| 1     | m-/mu-, wa- | mtu                | człowiek    | 2     | watu         | ludzie      |
| 3     | m-/mu-, mi- | mti                | drzewo      | 4     | miti         | drzewa      |
| 5     | Ø/ji-, ma-  | jicho              | oko         | 6     | macho        | oczy        |
| 7     | ki-, vi-    | kisu               | nóż         | 8     | visu         | noże        |
| 9     | Ø/n-, Ø/n-  | ndoto              | sen         | 10    | ndoto        | sny         |
| 11    | u-          | ua                 | kwiat       | 14    | utoto        | dzieciństwo |
Przymiotniki, zaimki i liczebniki zaliczane są pod względem morfologicznym do grupy rzeczowników. Przynależność do danej klasy jest głównie formalno-gramatyczna, w znacznie mniejszym stopniu jest oparta na kryterium semantycznym. Mimo to da się wyróżnić pewne tendencje:
- klasa 1 i 2 grupują rzeczowniki oznaczające ludzi;
- klasa 3 i 4 – obiekty traktowane jak ożywione: rośliny, ogień, las, księżyc, czy obejmujące przestrzeń lub czas, np. miasto, rzeka, rok itd.;
- klasa 5 i 6 – rzeczy, które mogą być traktowane pojedynczo, ale też jako zbiorowość, lub występujące parami: zęby, liście, owoce, kamienie, płyny itd.; w klasie tej znajdują się również zgrubienia, nazwy pokrewieństwa i tytuły;
- klasa 7 i 8 – obejmują rzeczowniki nieożywione i zdrobnienia;
- klasa 9 i 10 – zawiera wiele nazw zwierząt, owoców, przedmiotów codziennego użytku i zapożyczeń;
- klasa 14 – rzeczowniki abstrakcyjne i nazwy krajów.

## Składnia
Charakterystyczną cechą składni języka suahili jest tzw. kongruencja, czyli związek zgody, polegający na dostosowaniu formy gramatycznej określeń rzeczownika oraz orzeczenia do prefiksu (przedrostka) danej klasy rzeczownikowej. Przykłady:
- mtoto mmoja mzuri „jedno ładne dziecko” (mtoto „dziecko” – klasa 1);
- watoto watatu wazuri „troje ładnych dzieci” (watoto „dzieci” – klasa 2);
- kitabu kimoja kizuri „jedna ładna książka” (kitabu „książka” – klasa 7);
- vitabu vitatu vizuri „trzy ładne książki” (vitabu „książki” – klasa 8).

## Słownictwo
Zasadniczy zasób leksykalny języka suahili opiera się na słownictwie bantu (72%), istnieje również spory procent naturalizowanych zapożyczeń z języka arabskiego (23%), a także w mniejszym stopniu z innych języków: angielskiego (2%), perskiego (1,6%), portugalskiego (1%) i hindustani (1%).
Kilka słów (wymowa: y jak j, j jak dż, w jak ł, poza tym jak po polsku):

- ja – mimi
- ty – wewe
- on – yeye
- my – sisi
- oni – wao

- co? – nini?
- kto? – nani?
- który? – ipi?
- dokąd? – wapi?
- kiedy? – hini?
- jak? – vipi?
- dlaczego? – kwanini?
- gdzie? – mahali gani?

Jedzenie:

- maziwa – mleko
- chai – herbata
- mkate – chleb
- nyama – mięso
- pombe – alkohol
- siagi – masło
- kahawa – kawa
- baridi – zimne
- moto – gorące
- samaki – ryba
- chakula – jedzenie
- chumvi – sól
- sukari – cukier

Zwierzęta:

- simba – lew
- duma  – gepard
- twiga – żyrafa
- punda milia – zebra
- nyani – małpa
- tembo – słoń
- kuku – kurczak, kura
- mbwa – pies

Liczebniki:

- moja – jeden
- mbili – dwa
- tatu – trzy
- nne – cztery
- tano – pięć
- sita – sześć
- saba – siedem
- nane – osiem
- tisa – dziewięć
- kumi – dziesięć
- kumi na moja – jedenaście
- kumi na mbili – dwanaście
- ishirini – dwadzieścia
- ishirini na moja – dwadzieścia jeden
- thelathini – trzydzieści
- arobaini – czterdzieści
- hamsini – pięćdziesiąt
- mia moja – sto
- elfu moja – tysiąc

Inne:

- leo – dzisiaj
- kesho – jutro
- sasa – teraz
- pole-pole – spokojnie, wolno
- haraka – szybko
- -enda – iść
- -la – jeść
- -ja – przyjść
- kununua – kupić
- kuuza – sprzedać
- -nywa – pić
- kulala – spać
- kusimama – zatrzymać
- barabara – droga
- duka – sklep
- fedha/pesa – pieniądze
- hoteli – hotel
- chumba – pokój
- kitanda – łóżko
- hospitali – szpital
- polici – policja
- bwana – pan
- bibi – pani
- bi – kobieta niezamężna

Zwroty w swahili:

- jambo – cześć [czyt. dżambo]
- hakuna matata – nie martw się
- una karibishwa – witam
- habari? – jak się masz?
- nzuri tu – nawet dobrze
- na wewe, je? – a ty?
- mbaya – źle/zły
- tafadhali – proszę
- asante [sana] – dziękuję [bardzo]
- samahani – przepraszam
- vipi? – cześć / co u Ciebie?
- nzuri – dobrze (najczęstsza odpowiedź)
- asabuhi njema – dzień dobry
- habari ya asubuhi – dzień dobry (do 12.00)
- habari ya mchana – dzień dobry (po 12.00)
- habari ya jioni – dobry wieczór
- kwaheri – do widzenia
- lala salama  – dobranoc
- karibu ndani tafadhali – proszę wejść
- keti tafadhali – proszę usiąść
- umekuja kutoka wapi? – skąd pochodzisz?
- nimetoka... – pochodzę z...
- jina lako nani? – jak masz na imię?
- jina langu ni... – na imię mam...
- waweza kuongea Kiswahili? – mówisz w suahili?
- ndiyo – tak
- hapana – nie
- kidogo tu – tylko trochę
- waonaje...? – jak ci się podoba w...?
- hapa napenda – podoba mi się
- hewa hapa in joto, sivyo? – jest gorąco, prawda?
- ndiyo, kidogo – tak, owszem
- una kwenda wapi? – dokąd idziesz/jedziesz?
- nakwenda... – idę/jadę do...
- geuka kulia – skręcić w prawo
- geuka kushoto – skręcić w lewo
- enda moja kwa moja – iść prosto
- simama hapa tafadhali – proszę, zatrzymaj się tutaj
- ngapi? – ile?
- inagharimu pesa ngapi? – ile to kosztuje?
- waweza kupunguza – drogo
- nita nunva – kupię to
- sawa – ładny
- ngoja kidogo – poczekaj chwilę
- nibadilishe pesa kwanza – muszę rozmienić pieniądze
- wapi choo? – gdzie jest toaleta?
- naweza kupata wapi kinywaji? – gdzie mogę się czegoś napić?
- kikombe kimoja cha kahawa – filiżanka kawy
- hoteli iko wapi? – gdzie jest hotel?
- njia hii ina-enda wapi? – dokąd prowadzi ta droga?
- tafadhali nisaidie kusukuma gari – proszę mi pomóc popchnąć samochód
- tafadhali badilisha gurudumu hili – proszę zmienić koło